# Viorel Sălăgean

Viorel Sălăgean

Viorel Sălăgean (n. 16 aprilie 1942, Giungi, Comuna Beltiug, județul Satu Mare - d. 22 aprilie 2003) a fost un jurnalist, scriitor și politician român.
A urmat cursurile Facultății de Economie Generală din cadrul ASE, iar în 1985 și-a susținut teza de doctorat.
Viorel Sălăgean a intrat în presă în anul 1965, articolele fiindu-i publicate în marile ziare românești precum Scânteia, România Liberă, Probleme economice, Tribuna economică, Lumea, Luceafărul și Contemporanul, apoi a făcut parte din conducerea ziarului Scânteia și a fost secretarul Comitetului de Partid – Presă, Edituri.
În 1989 s-a numărat printre membrii fondatori ai ziarului Adevărul. În 1992 a fondat Adevărul economic, iar în 1993 Romanian Business Journal.
Între 1992 și 1996 a fost senator ales în județul Satu Mare pe listele partidului PUNR și președinte al Comisiei de privatizare și administrarea activelor statului. În 1997 a făcut parte din Biroul Executiv al PDSR, apoi (după ce la Conferința Națională din 20-21 iulie 1997 a fost exclus din PDSR) a fost membru fondator al Alianței pentru România.
Viorel Sălăgean era membru al Clubului Român de Presă și al Societății Scriitorilor Români.
Pe lângă articole și studii, Viorel Sălăgean a publicat și 11 cărți.

## Volume publicate
- Viorel Sălăgean: Gutenberg la computer -  impresii de călătorie în R. F. Germania, 255 pagini, Editura Politică, 1981
- Viorel Sălăgean: Bună dimineața, Terra, 288 pagini [colecția Mapamond], Editura Sport-Turism, 1982
- Florea Ceaușescu, Viorel Sălăgean: Drum către oameni, 276 pagini, Editura Sport-Turism, 1984
- Viorel Sălăgean: Scânteile speranței - o nouă eră energetică?, 348 pagini, Editura Politică, 1984
- Viorel Sălăgean: Meridianul Mississippi - însemnări de călătorie, 317 pagini, Editura Sport-Turism, 1985
- Viorel Sălăgean: Dialoguri întâmplătoare - cu Ana Aslan (România), Cinghiz Aitmatov URSS), Paul J.Flory (S.U.A.),...; Despre lumea în care trăim, 300 pagini, Editura Politică, 1987
- Viorel Sălăgean: Meridianul albastru - impresii din călătoria prin China, Mongolia și Anglia, 304 pagini, Editura Sport-Turism, 1989
- Viorel Sălăgean: Hello, America, 302 pagini, Editura Adevărul, 1992
- Viorel Sălăgean: Am fost candidat la președinție, 351 pagini, Editura Adevărul, 1996, ISBN 973-9128-18-1
- Viorel Sălăgean: Cartea cu evenimente - primele 100 de zile ale Mileniului Trei, 432 pagini, Editura Penta Media, 2002, ISBN 973-85448-1-5

## Premii
- În 1975 a luat premiul național pentru publicistică.[2]
- În 1983 a obținut o bursă pentru documentare economică în SUA.[2]

## In memoriam
- La 22 octombrie 2010, la Satu Mare în parcul din bulevardul Dr.Vasile Lucaciu, lângă catedrala ortodoxă “Adormirea Maicii Domnului” a fost dezvelit un bust al lui Viorel Sălăgean.[6][7]

- La 17 mai 2013, în satul Beltiug, Satu Mare a fost dezvelit un bust al lui Viorel Sălăgean.[8]

- O stradă din Satu Mare poartă numele Viorel Sălăgean.[9]

- Autoritățile din Giungi au decis ca școala generală din localitate să poarte numele „Viorel Sălăgean”.[10]